# Lago Moncasan
Lago Moncasan är en sjö i Spanien.   Den ligger i provinsen Província de Lleida och regionen Katalonien, i den nordöstra delen av landet, 400 km nordost om huvudstaden Madrid. Lago Moncasan ligger 2 049 meter över havet.  Trakten runt Lago Moncasan består i huvudsak av gräsmarker.